# Chrobotek palczasty
Chrobotek palczasty (Cladonia digitata (L.) Hoffm.  – gatunek grzybów należący do rodziny chrobotkowatych (Cladoniaceae). Ze względu na współżycie z glonami zaliczany jest do porostów.

## Systematyka i nazewnictwo
Pozycja w klasyfikacji według Index Fungorum: Cladoniaceae, Lecanorales, Lecanoromycetidae, Lecanoromycetes, Pezizomycotina, Ascomycota, Fungi.
Po raz pierwszy gatunek ten zdiagnozowany został w 1753 r. przez Karola Linneusza jako Lichen digitatus (porost palczasty), do rodzaju Cladonia przeniósł go Georg Franz Hoffmann w 1796 r.
Nazwa polska według Krytycznej listy porostów i grzybów naporostowych Polski.

## Morfologia
Plecha pierwotna składa się z zazwyczaj z dużych i trwałych łusek o szerokości do 1,5 cm, czasami jednak łuski są drobne. Na dolnej stronie łusek oraz na ich brzegach powstają zaokrąglone urwistki. Wałeczkowate podecja mają grubość 1–4 mm u podstawy i wysokość 1-4 (5) cm. Ich górny koniec jest nierozszerzony lub kieliszkowato rozszerzony, często występują podecja piętrowe (tzw. proliferacje). Powierzchnia ma barwę od białawej przez szaroniebieskawą i szarozieloną do żółtozielonej. Całe podecja pokryte są mączystymi urwistkami, czasami w części środkowej i dolnej występuje kora z łuskami lub bez łusek. Brzegi kieliszków są równe, ząbkowane lub posiadają krótkie wyrostki. Plecha zawiera glony protokokkoidalne.
Reakcje barwne: podecja i łuski plechy pierwotnej: Pd + pomarańczowe do czerwonego, K + żółte.
Lecideowe apotecja mają czerwony kolor, ale pojawiają się rzadko. Mają średnicę 0,5–3 mm, występują pojedynczo lub grupkami po kilka. W jednym worku powstaje po 8 bezbarwnych, jednokomórkowych zarodników o rozmiarach 10–14 × 3–4 μm.

## Występowanie i siedlisko
Na półkuli północnej gatunek szeroko rozprzestrzeniony; występuje w Ameryce Północnej, Europie i Azji, ale podano również jego stanowiska ze środkowo-wschodniej Afryki i wyspy Tasmania. W Polsce występuje pospolicie na terenie całego kraju.
Można go spotkać głównie w lasach iglastych, ale czasami także w innego typu lasach oraz na terenach otwartych. Rośnie na korze drzew i na drewnie, głównie u podstawy pni, czasami także na glebie i na mchach porastających skały.

## Gatunki podobne
- chrobotek Floerkego (Cladonia floerkeana). Ma drobne łuski plechy pierwotnej, podecja zazwyczaj szare,
- chrobotek strzępiasty (Cladonia fimbriata). Nie wytwarza piętrowych podecjów[3],
- chrobotek kieliszkowaty (Cladonia chlorophaea). Zakończenia kieliszków ma szersze, a powierzchnia podecjów nie jest tak obficie pokryta urwistkami.

## Galeria

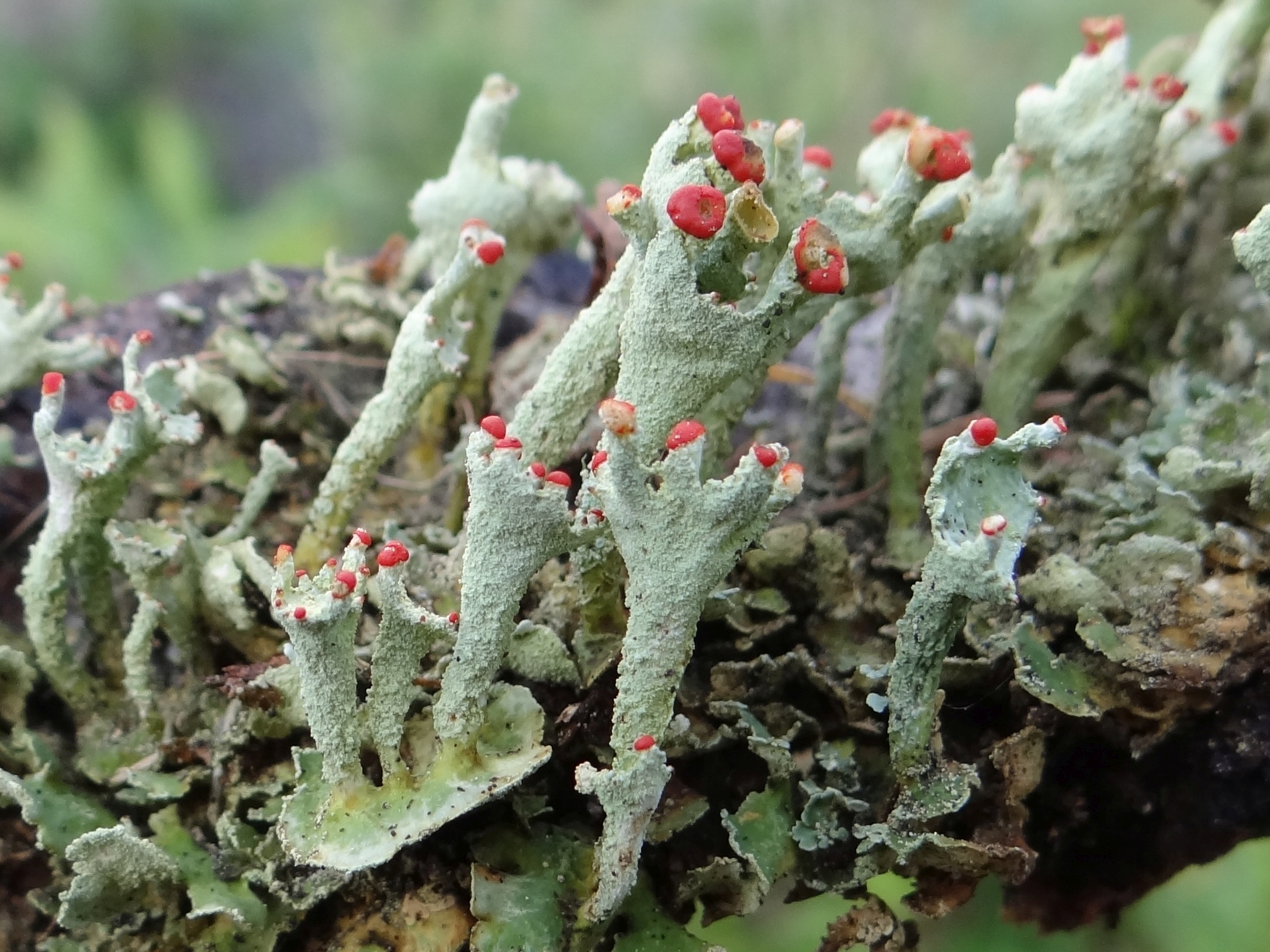
Podecja z owocnikami
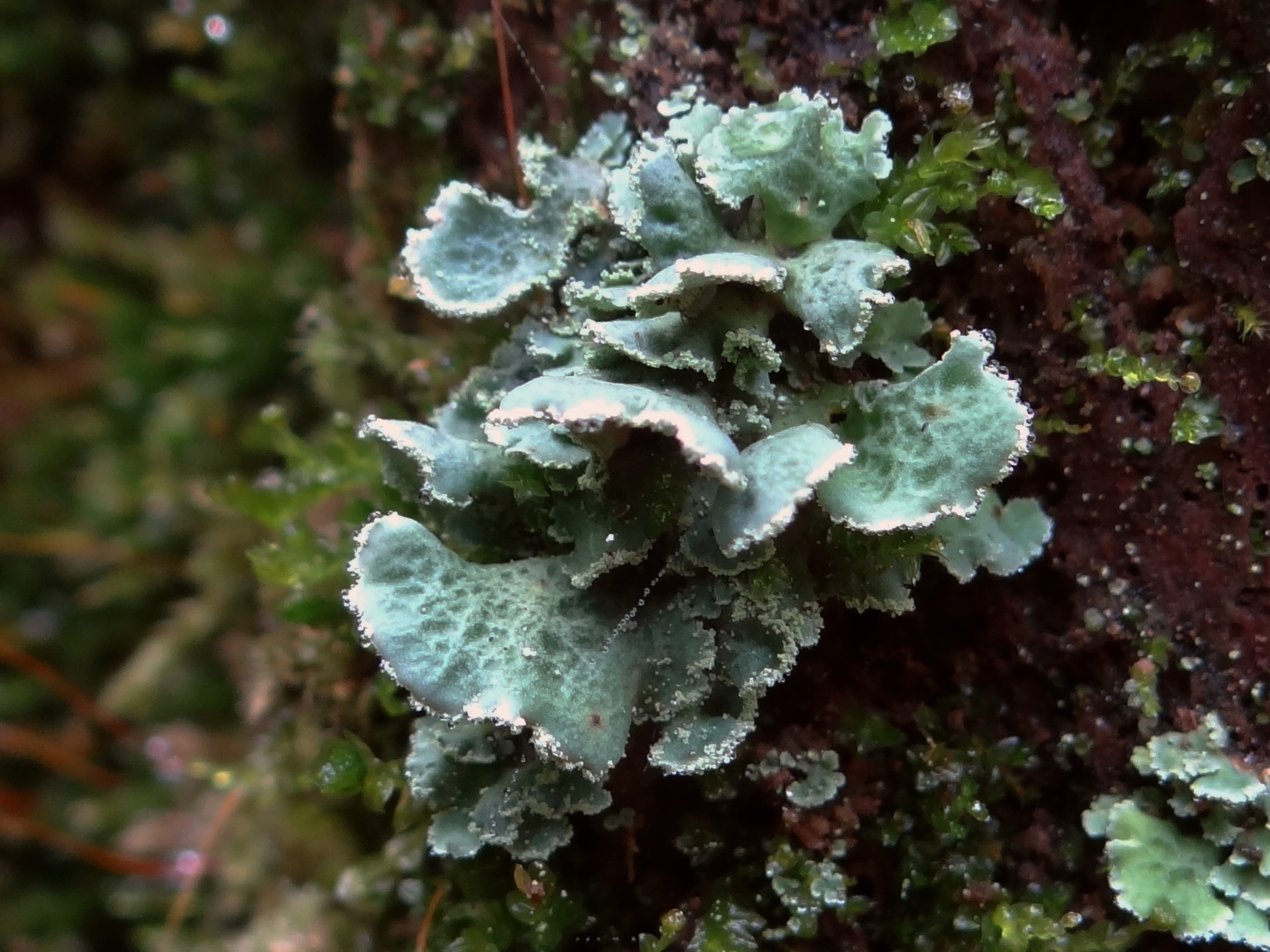
Plecha pierwotna
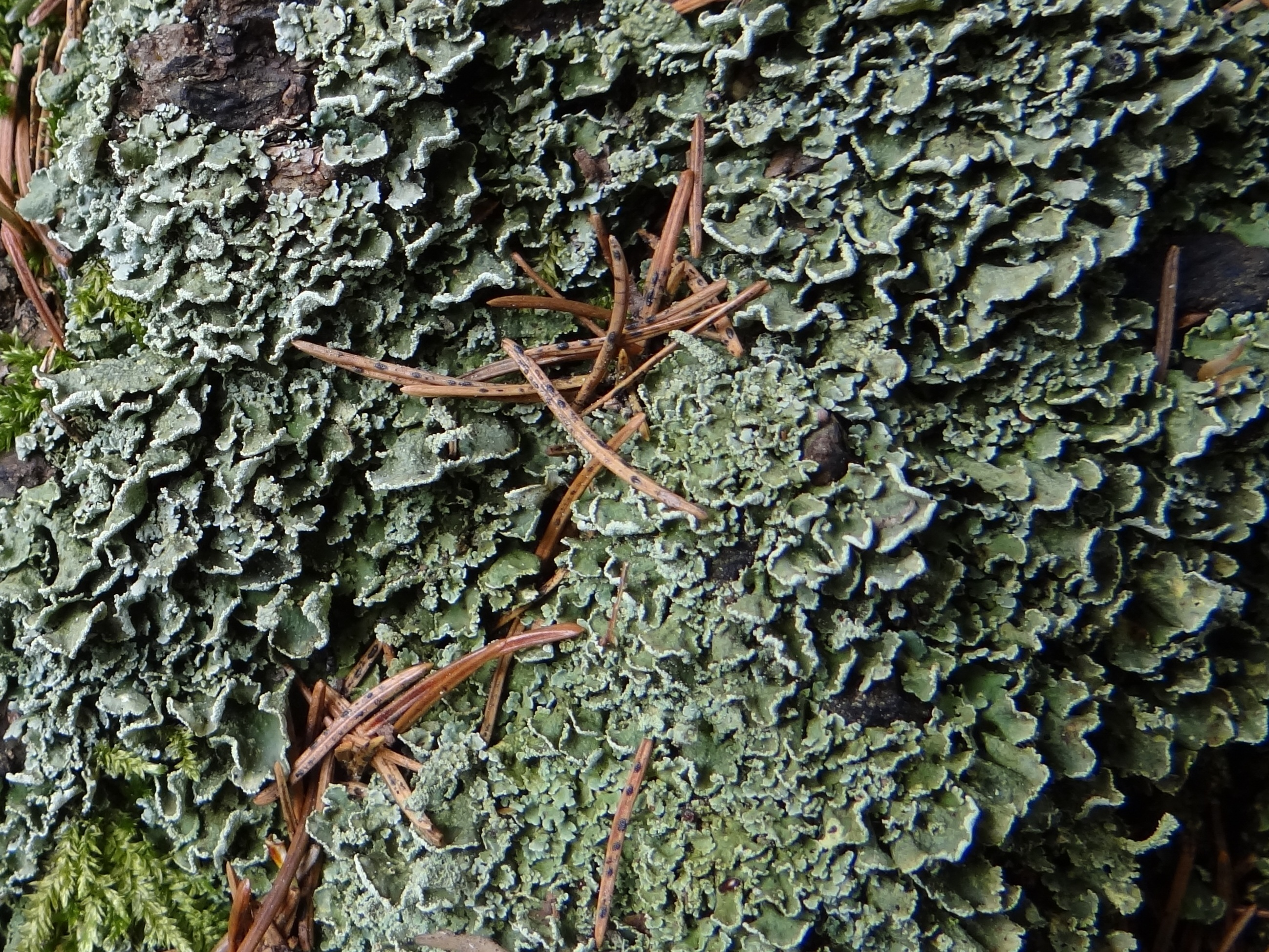
Typowe miejsce występowania (podstawa pnia)
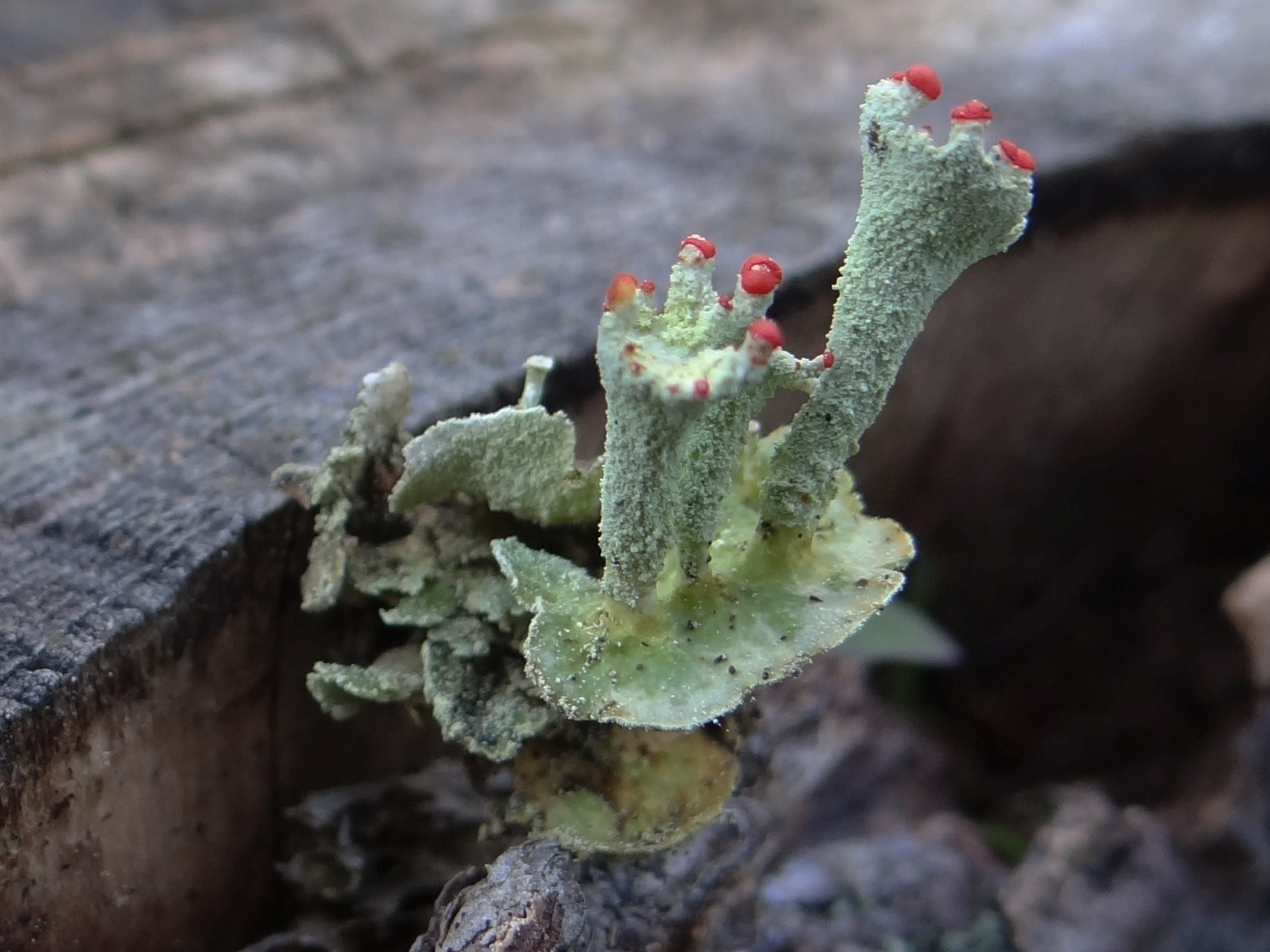